# Scottsville (Texas)
Scottsville és una població dels Estats Units a l'estat de Texas. Segons el cens del 2000 tenia 263 habitants.

## Demografia
Segons el cens del 2000, Scottsville tenia 263 habitants, 91 habitatges, i 66 famílies. La densitat de població era de 77,5 habitants per km².
Dels 91 habitatges en un 41,8% hi vivien nens de menys de 18 anys, en un 45,1% hi vivien parelles casades, en un 24,2% dones solteres, i en un 26,4% no eren unitats familiars. En el 24,2% dels habitatges hi vivien persones soles el 13,2% de les quals corresponia a persones de 65 anys o més que vivien soles. El nombre mitjà de persones vivint en cada habitatge era de 2,89 i el nombre mitjà de persones que vivien en cada família era de 3,39.
Per edats la població es repartia de la següent manera: un 33,5% tenia menys de 18 anys, un 6,1% entre 18 i 24, un 27,8% entre 25 i 44, un 22,4% de 45 a 60 i un 10,3% 65 anys o més.
L'edat mediana era de 33 anys. Per cada 100 dones de 18 o més anys hi havia 65,1 homes.
La renda mediana per habitatge era de 31.000 $ i la renda mediana per família de 30.250 $. Els homes tenien una renda mediana de 30.625 $ mentre que les dones 18.750 $. La renda per capita de la població era de 16.225 $. Aproximadament el 19,7% de les famílies i el 21% de la població estaven per davall del llindar de pobresa.

## Poblacions més properes
El següent diagrama mostra les poblacions més properes.